# Dario Castello
Dario Castello – włoski kompozytor i instrumentalista, działający w Wenecji na początku XVII wieku.

## Życiorys
Brak bliższych informacji na jego temat. W Wenecji prowadził własny zespół muzyków grających na instrumentach dętych, grał w kapeli doży, a około 1625 roku stał na czele instrumentalistów kapeli bazyliki św. Marka.

## Twórczość
Był autorem dwóch zbiorów sonat (wyd. Wenecja 1621 i 1629), obejmujących łącznie 29 utworów na różne zestawy instrumentów. Przyczynił się do rozwoju formy sonaty, którą ujmował jako wieloczęściowy cykl, w którym 2 lub 3 części są najczęściej opracowane na sposób fugowany. Jego utwory cechują się bogatą inwencją melodyczną, wprowadzane są w nich krótkie wirtuozowskie ustępy na różne instrumenty, jako jedne z pierwszych posiadają też oznaczenia tempa niektórych części.